# Методы разделения
Способы разделения смесей (в аналитической химии) — важнейшие аналитические операции, необходимые потому, что большинство аналитических методов недостаточно селективны (избирательны), то есть обнаружению и количественному определению одного элемента (вещества) мешают многие другие элементы.
Разделение смесей — процесс выделения чистых веществ из смесей. Разделяемые продукты имеют различные химические и физические свойства.
Для разделения применяют осаждение, электролиз, экстракцию, хроматографию, дистилляцию, зонную плавку и другие методы. В качественном анализе для разделения ионов элементов применяют групповые реагенты, которые позволяют трудно разрешимую задачу анализа сложных смесей привести к нескольким сравнительно простым задачам.

## Методы разделения смесей
- Адсорбция
- Центрифугирование и циклонная обработка для разделения веществ, имеющих различную плотность
- Хроматография
- Кристаллизация
- Декантация
- Паросушение
- Дистилляция
- Сушка
- Электрофорез
- Испарение
- Экстракция
- Ионный обмен
- Фильтрование
- Флотация
- Фракционированная конденсация
- Дефлегмация